# Onze-Lieve-Vrouw-Boodschapskerk (Spalbeek)

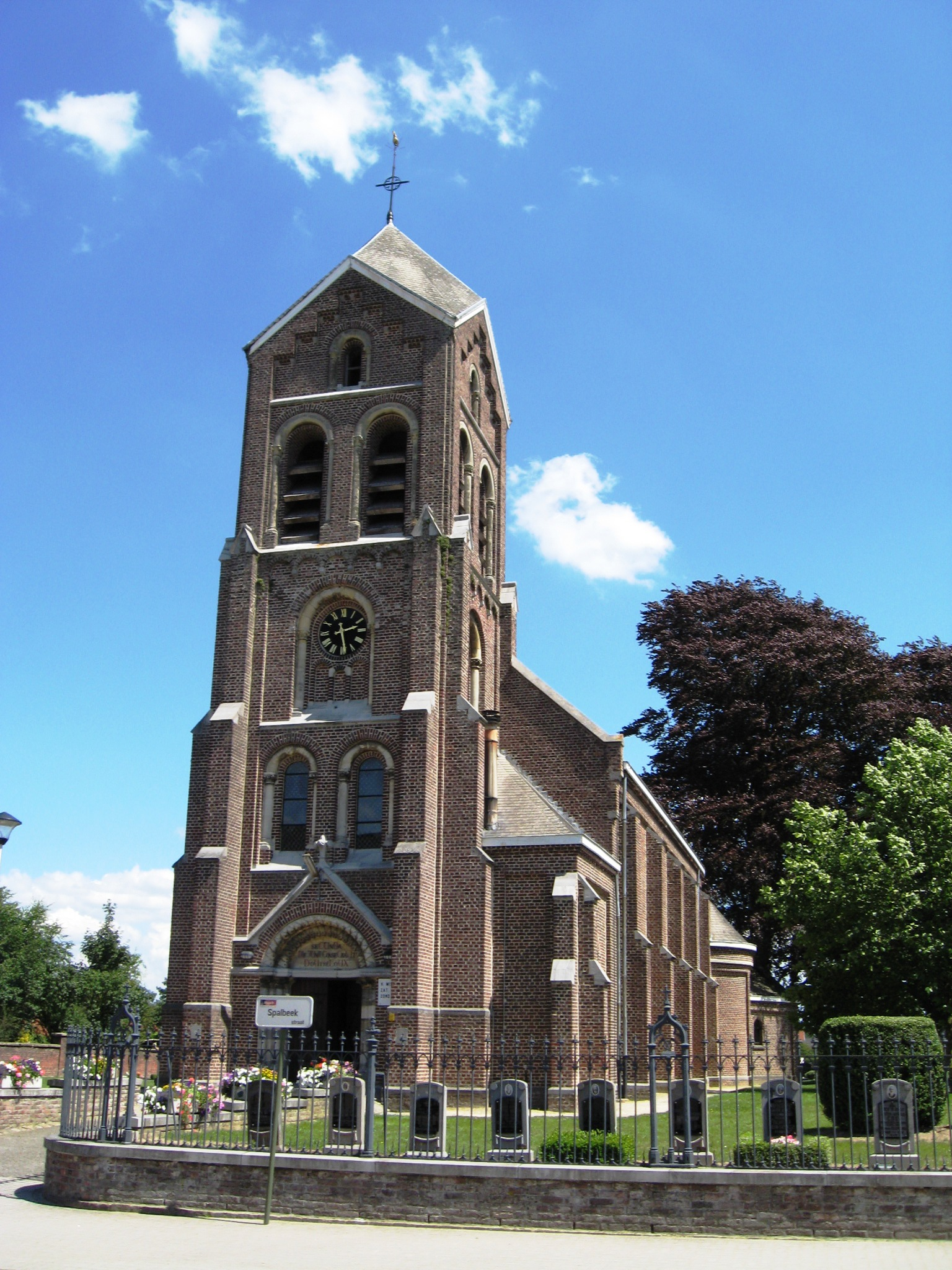
Onze-Lieve-Vrouw-Boodschapskerk

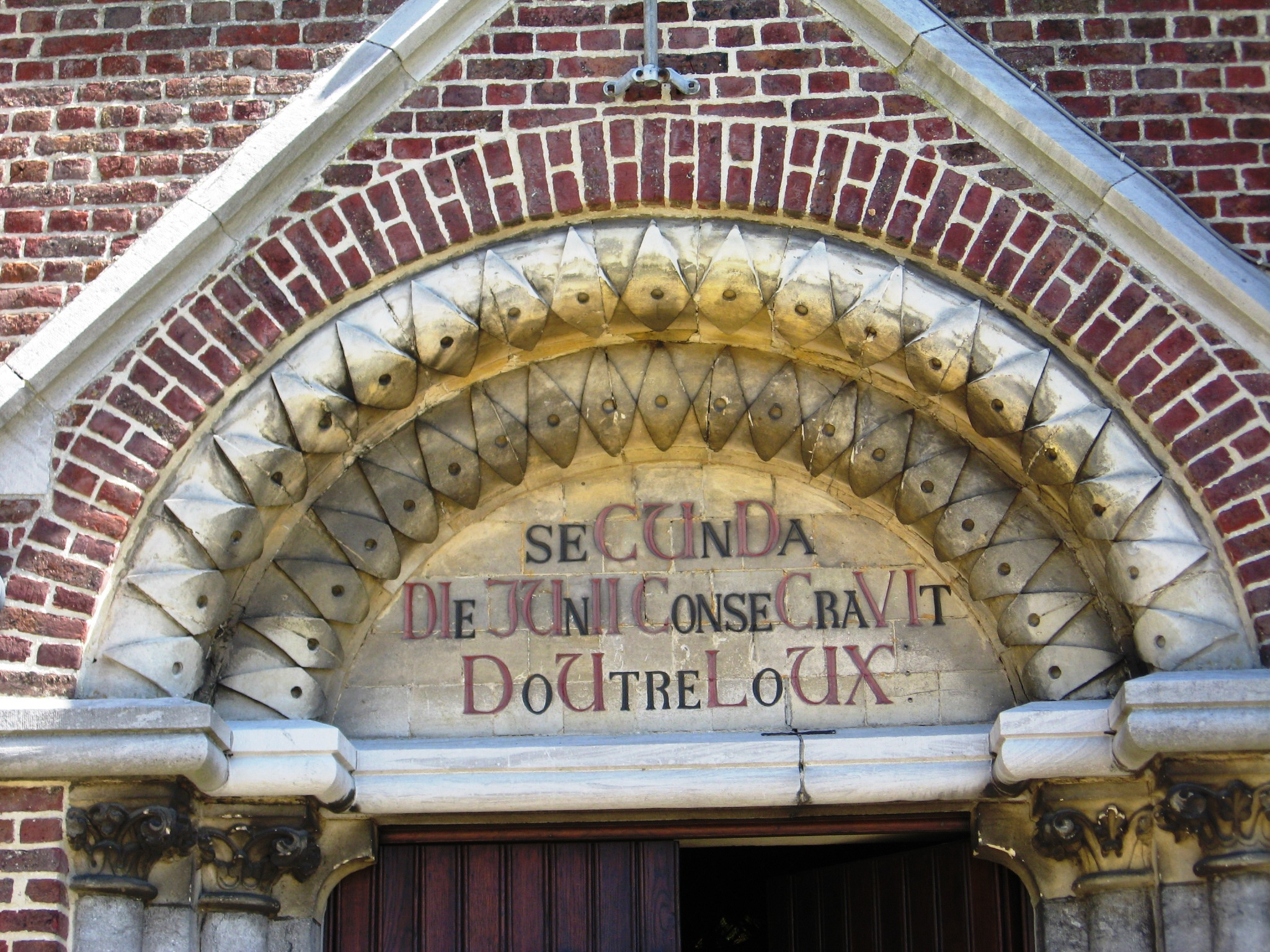
Chronogram

De Onze-Lieve-Vrouw-Boodschapskerk is de parochiekerk van Spalbeek, gelegen aan Spalbeekstraat 24 aldaar.
Voordien kerkten de bewoners van Spalbeek in de huidige Onze-Lieve-Vrouw-Boodschapskapel. De huidige, neoromaanse, kerk dateert van 1890. Ze werd ontworpen door Léon Jaminé.
Boven de ingang bevindt zich het chronogram: seCUnDa DIe JUnII ConseCraVIt DoUtreLoUX bevindt, verwijzend naar de wijding van de kerk door bisschop Doutreloux op 2 juni 1890.
Het is een eenbeukige bakstenen kerk. De halfingebouwde westertoren heeft een rombisch dak. Het koor is in klaverbladvorm.
Het meubilair is uit ongeveer 1900. Uit de oude kapel zijn afkomstig: een triomfkruis (16e eeuw), een Onze-Lieve-Vrouw met Kind (2e helft 16e eeuw) en Sint-Jozef met Kind (ongeveer 1700). Het 17e-eeuwse wijwatervat, vervaardigd uit marmer en kalksteen, is afkomstig uit de Abdij van Herkenrode.